# SKG Frankfurt
Die Sport- und Kulturgemeinschaft Frankfurt ist ein Sportverein in Frankfurt am Main. In insgesamt 18 Abteilungen, u. a. Tauchen, Rad- und Wassersport und Tennis, wird hauptsächlich Breitensport betrieben. Größter Vereinserfolg war der Gewinn der Deutschen Meisterschaft im Hallenhockey der Damen 1962.